# Palais Morzin
Le Palais Morzin (en tchèque : Morzinský palác, en allemand : Palais Morzin) est un palais baroque de Malá Strana, à Prague, nommé d'après la famille Morzin pour qui il a été construit. 

## Histoire
Les précédents hôtels particuliers du site avaient été vendus par Maximilian von Wallenstein à la famille Morzin en 1668 . En 1713, Václav Morzin (1676-1737) chargea Jan Blažej Santini-Aichel de créer un palais sur le site et les travaux de construction s'achèvent l'année suivante . Il est resté dans la famille Morzin jusqu'en 1881 . 

## Ambassade de Roumanie
L’ambassade de Roumanie à Prague est actuellement située au palais Morzin, en face de l’ambassade italienne. Sa façade comporte deux atlantes en forme de Maures enchaînés, un jeu de mots sur le nom du bâtiment. 

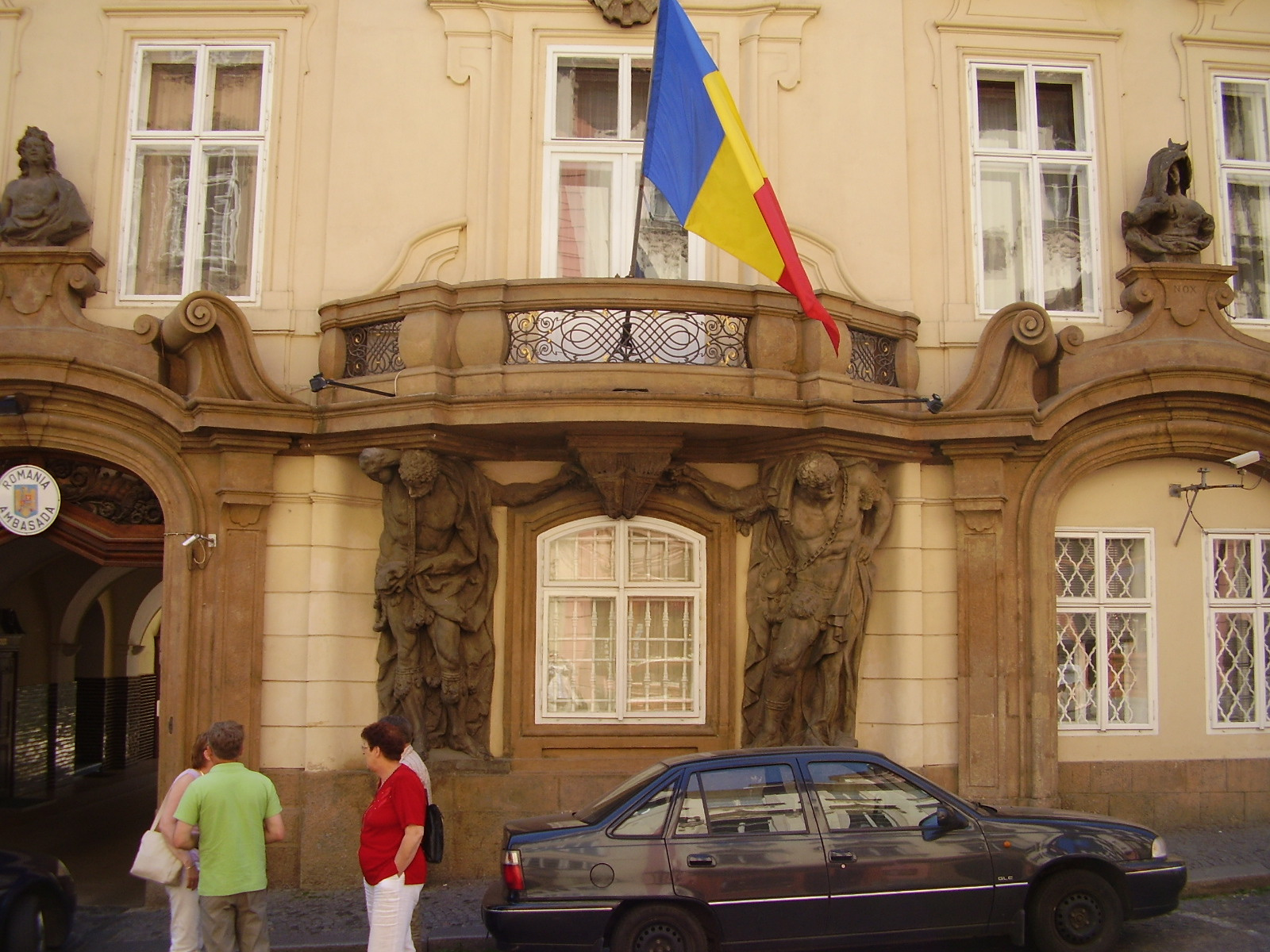
Façade de l'ambassade de Roumanie
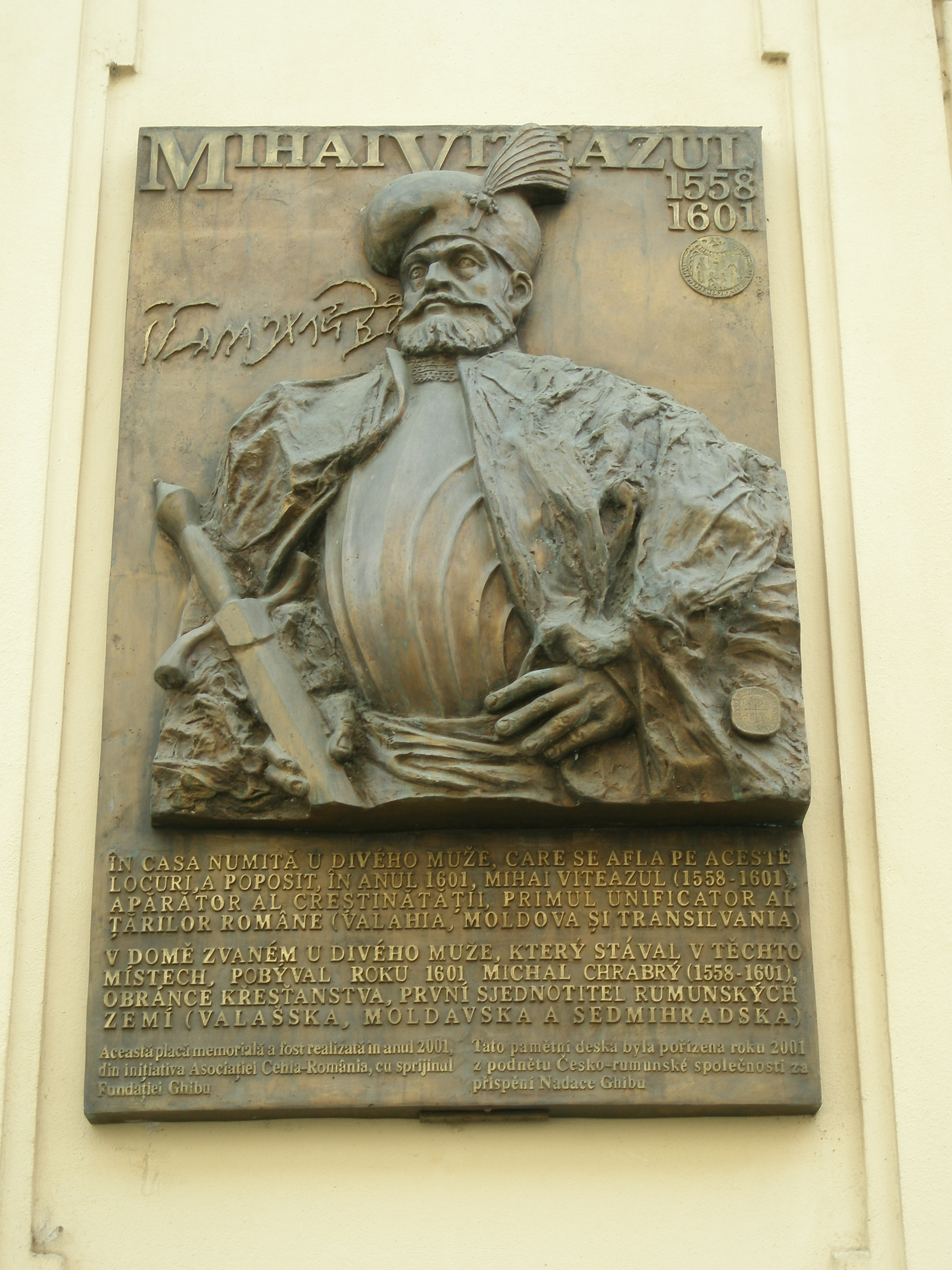
Commémoration de Mihai Viteazu sur la façade

## Voir également
- Le palais Morzin à Dolní Lukavice